# Дуйсбург (хокейний клуб)
«Дуйсбург» (нім. Füchse Duisburg) — хокейний клуб із міста Дуйсбург, Німеччина. Заснований у 1971 році. Виступає в Оберлізі.

## Історія
Клуб «Дуйсбург» заснований у 1971 році. Команда доволі швидко піднялась до Другої Бундесліги у 1973 році, і відіграла в ній шість сезонів. Після двох років відсутності, повернулась до ліги і цього разу «Дуйсбург» відіграв десять сезонів.
З 1991 по 2001 роки «Дуйсбург» виступав у нижчих дивізіонах. З 2011 по 2005 роки виступав у Другій Бундеслізі.
Сучасна назва з 2004 року.
У 2005 році клуб здобув право на підвищення до Німецької хокейної ліги, де вони відіграли наступні чотири сезони, зокрема серед тренерів команди того часу був Петер Драйзайтль. 16 березня 2009 року було оголошено, що команда залишає ДХЛ і гратиме в Оберлізі в сезоні 2009/10. З сезону 2020/21 клуб виступає в Регіональній лізі.

## Домашня арена
Стадіон «Сканія Арена» відкрита 15 вересня 1987 року. Арена вміщує 4800 глядачів.

## Відомі гравці
- Ленс Нетері
- Даніель Кройтцер
- Крістіан Ергофф
- Томас Брандль
- Нолан Пратт
- Роберт Мюллер